# Резников, Пётр Иванович
Пётр Иванович Резников (род. 12 июля 1934) — советский и российский партийный и государственный деятель, первый секретарь Камчатского обкома КПСС (1986—1988).

## Биография
Пётр Иванович Резников родился 12 июля 1934 года. Окончил Аксёновский сельскохозяйственный техникум, после чего работал агрономом в Башкирской АССР.
В 1956—1958 годах служил в армии, а затем работал заместителем заведующего отделом пропаганды и агитации Камчатского обкома ВЛКСМ. В дальнейшем Пётр Иванович в течение пяти лет учился в заочной высшей партийной школе при ЦК КПСС, получив высшее образование.
В 1973 году начал обучение в Академии общественных наук при ЦК КПСС, которую окончил в 1976 году и защитил диссертацию кандидата исторических наук. Впоследствии в 1976—1979 годах заведовал отделом организации партийной работы Камчатского областного комитета КПСС, а в 1979—1986 годах был вторым секретарём обкома.
В 1986 году Пётр Иванович Резников был назначен на должность первого секретаря Камчатского обкома КПСС и пробыл в этой должности по 24 декабря 1988 года.